# Aphareus rutilans
Aphareus rutilans és una espècie de peix de la família dels lutjànids i de l'ordre dels perciformes.

## Morfologia
- Els mascles poden assolir 110 cm de longitud total i 11,3 kg de pes.[4][5][6]

## Alimentació
Menja peixos, calamars i crustacis.

## Hàbitat
És un peix marí de clima tropical i associat als esculls de corall que viu entre 100-330 m de fondària.

## Distribució geogràfica
Es troba des de l'Àfrica oriental fins a les Hawaii, les Illes Ryukyu i Ogasawara i Austràlia. També és present a Port Alfred (Sud-àfrica).

## Ús comercial
Es comercialitza fresc.